# Liam Jordan
Liam Jordan (Durban, 30 luglio 1998) è un calciatore sudafricano, attaccante svincolato.

## Caratteristiche tecniche
È un centravanti.

## Carriera

### Club
Ha giocato nella prima divisione sudafricana ed in quella svedese.

### Nazionale
Nel 2017 ha partecipato ai Mondiali Under-20.
Ha esordito con la nazionale sudafricana il 2 luglio 2017 in occasione del match di Coppa COSAFA perso 1-0 contro la Tanzania.

## Statistiche

### Presenze e reti nei club
Statistiche aggiornate al 14 agosto 2018.
| Stagione        | Squadra         | Campionato      | Campionato | Campionato | Coppe nazionali | Coppe nazionali | Coppe nazionali | Coppe continentali | Coppe continentali | Coppe continentali | Altre coppe | Altre coppe | Altre coppe | Totale | Totale | Totale |
| Stagione        | Squadra         | Comp            | Pres       | Reti       | Comp            | Pres            | Reti            | Comp               | Pres               | Reti               | Comp        | Pres        | Reti        | Pres   | Reti   |        |
| --------------- | --------------- | --------------- | ---------- | ---------- | --------------- | --------------- | --------------- | ------------------ | ------------------ | ------------------ | ----------- | ----------- | ----------- | ------ | ------ | ------ |
| 2017-2018       | HB Køge         | 1D              | 11         | 1          | CD              | 0               | 0               |                    | -                  | -                  |             | -           | -           | 11     | 1      |        |
| 2018-2019       | HB Køge         | 1D              | 2          | 0          | CD              | 0               | 0               |                    | -                  | -                  |             | -           | -           | 2      | 0      |        |
| Totale carriera | Totale carriera | Totale carriera | 13         | 1          |                 | 0               | 0               |                    | -                  | -                  |             | -           | -           | 13     | 1      |        |

### Cronologia presenze e reti in nazionale
| Cronologia completa delle presenze e delle reti in nazionale ― Sudafrica | Cronologia completa delle presenze e delle reti in nazionale ― Sudafrica | Cronologia completa delle presenze e delle reti in nazionale ― Sudafrica | Cronologia completa delle presenze e delle reti in nazionale ― Sudafrica | Cronologia completa delle presenze e delle reti in nazionale ― Sudafrica | Cronologia completa delle presenze e delle reti in nazionale ― Sudafrica | Cronologia completa delle presenze e delle reti in nazionale ― Sudafrica | Cronologia completa delle presenze e delle reti in nazionale ― Sudafrica |
| Data                                                                     | Città                                                                    | In casa                                                                  | Risultato                                                                | Ospiti                                                                   | Competizione                                                             | Reti                                                                     | Note                                                                     |
| ------------------------------------------------------------------------ | ------------------------------------------------------------------------ | ------------------------------------------------------------------------ | ------------------------------------------------------------------------ | ------------------------------------------------------------------------ | ------------------------------------------------------------------------ | ------------------------------------------------------------------------ | ------------------------------------------------------------------------ |
| 2-7-2017                                                                 | Rustenburg                                                               | Sudafrica                                                                | 0 – 1                                                                    | Tanzania                                                                 | Coppa COSAFA                                                             | -                                                                        | 60’                                                                      |
| 7-7-2017                                                                 | Rustenburg                                                               | Sudafrica                                                                | 1 – 0                                                                    | Namibia                                                                  | Coppa COSAFA                                                             | -                                                                        | 77’                                                                      |
| Totale                                                                   |                                                                          | Presenze                                                                 | 2                                                                        |                                                                          | Reti                                                                     | 0                                                                        |                                                                          |